# Noken

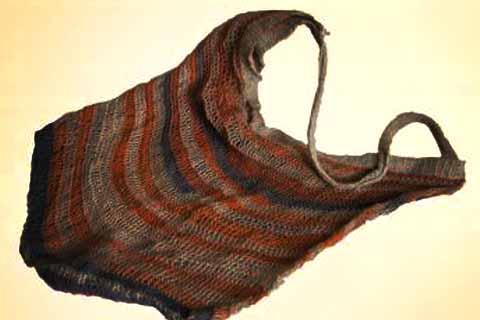
Noken

Noken – wielofunkcyjna torba wykonywana techniką wiązania lub wyplatania z łyka lub liści przez ludność zamieszkującą prowincje Papua i Papua Zachodnia we wschodniej Indonezji. 
Na terenie obu prowincji wyróżnia się przynajmniej 250 grup etnicznych. Techniki wyrobu toreb noken różnią się w poszczególnych społecznościach. Włókno wyrabia się z gałęzi, łodyg, kory drzew lub krzewów opalanych w ogniu, namaczanych w wodzie i suszonych. Z drewnianych włókien uzyskuje się sznurek, który następnie często jest barwiony. Ze sznurka wyplatane są siateczkowe torby. Rzemiosło wyrobu nokenów wymaga dobrej zręczności manualnej, a nauka zajmuje kilka miesięcy. 
Nokeny używane są do przenoszenia płodów rolnych, ryb, drewna na opał, a także niemowląt i małych zwierząt. Noszone są z okazji tradycyjnych świąt, ważnych wydarzeń rodzinnych i ofiarowywane innym na znak pokoju. Uchwyt nokena zakładany jest na głowę – czoło, torba spoczywa wtedy na plecach i obie ręce są wolne. 
W 2012 roku rękodzieło wyrobu nokenów zostało wpisane na listę niematerialnego dziedzictwa wymagającego pilnej ochrony UNESCO.